# MPP2
MPP2‏ (Membrane palmitoylated protein 2) هوَ بروتين يُشَفر بواسطة جين MPP2 في الإنسان.